# Duck and Cover
Duck and Cover är en amerikansk informationsfilm från 1952. Den visade hur skolbarn skulle agera vid ett sovjetiskt kärnvapenanfall. Man skulle gömma sig under bänken i skolan eller matbordet hemma om bomben föll. I filmen, som inleds med en animerad sekvens, figurerar sköldpaddan Bert som duckar och tar skydd när en fara hotar, och barnen uppmanas göra detsamma när atombomberna faller, för att undvika splitter.